# Suboficial primero
Suboficial primero (SI) es un rango militar.

## Argentina

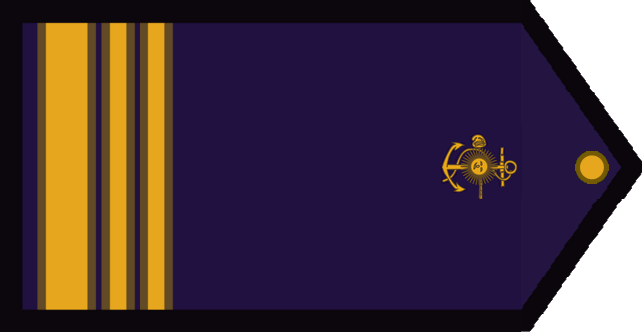
Insignia de suboficial primero de la Armada Argentina

Es el anteúltimo rango de la jerarquía de suboficiales de la Armada Argentina, siendo el grado inmediato superior al de suboficial segundo y el inmediato inferior al de suboficial principal. Asimismo, es el segundo rango de la categoría de suboficiales superiores.
Equivale al grado de sargento ayudante en el Ejército Argentino y al de suboficial ayudante en la Fuerza Aérea Argentina.